# 東武ストア

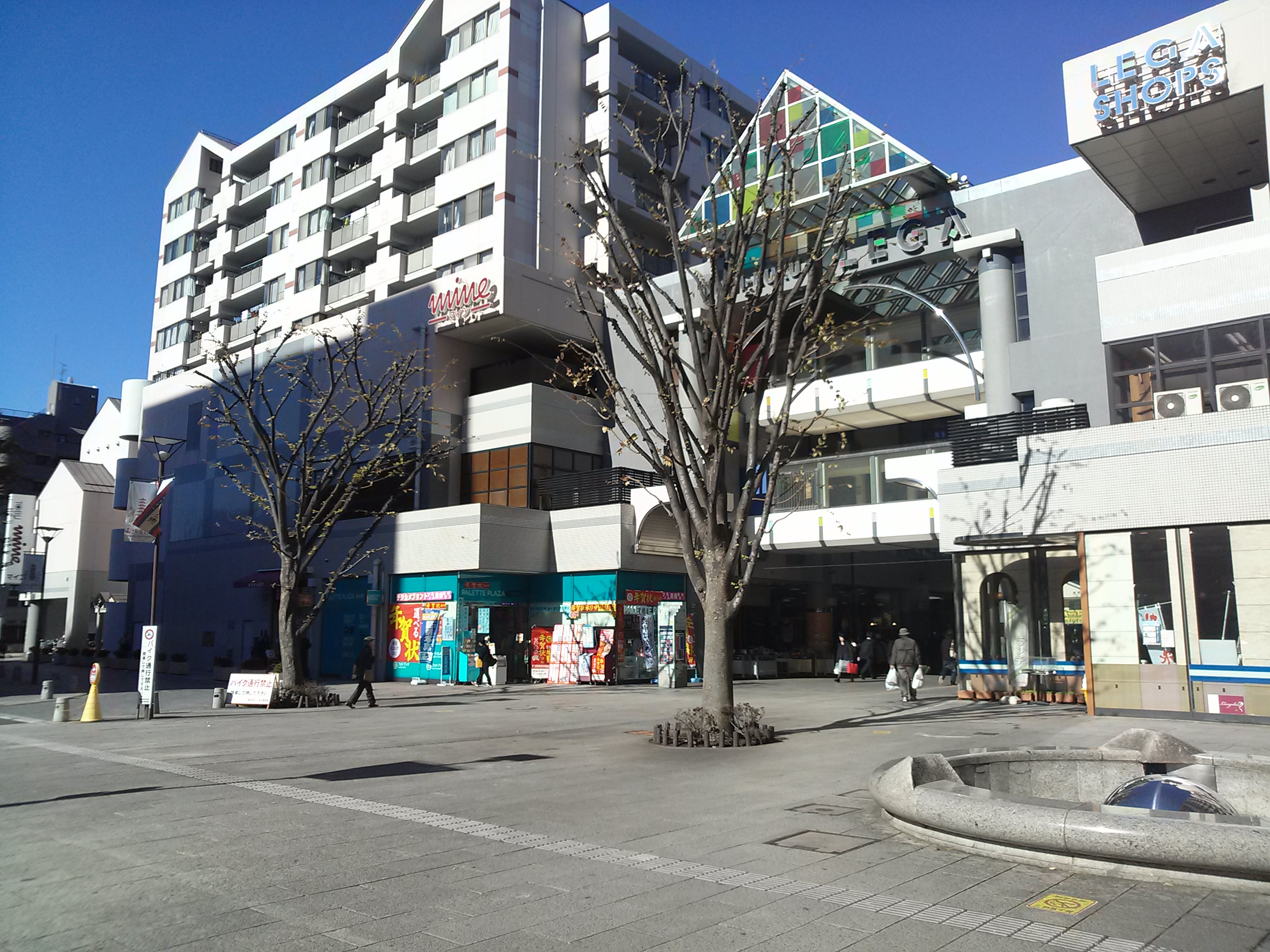
にしこくマイン（東京都国分寺市）

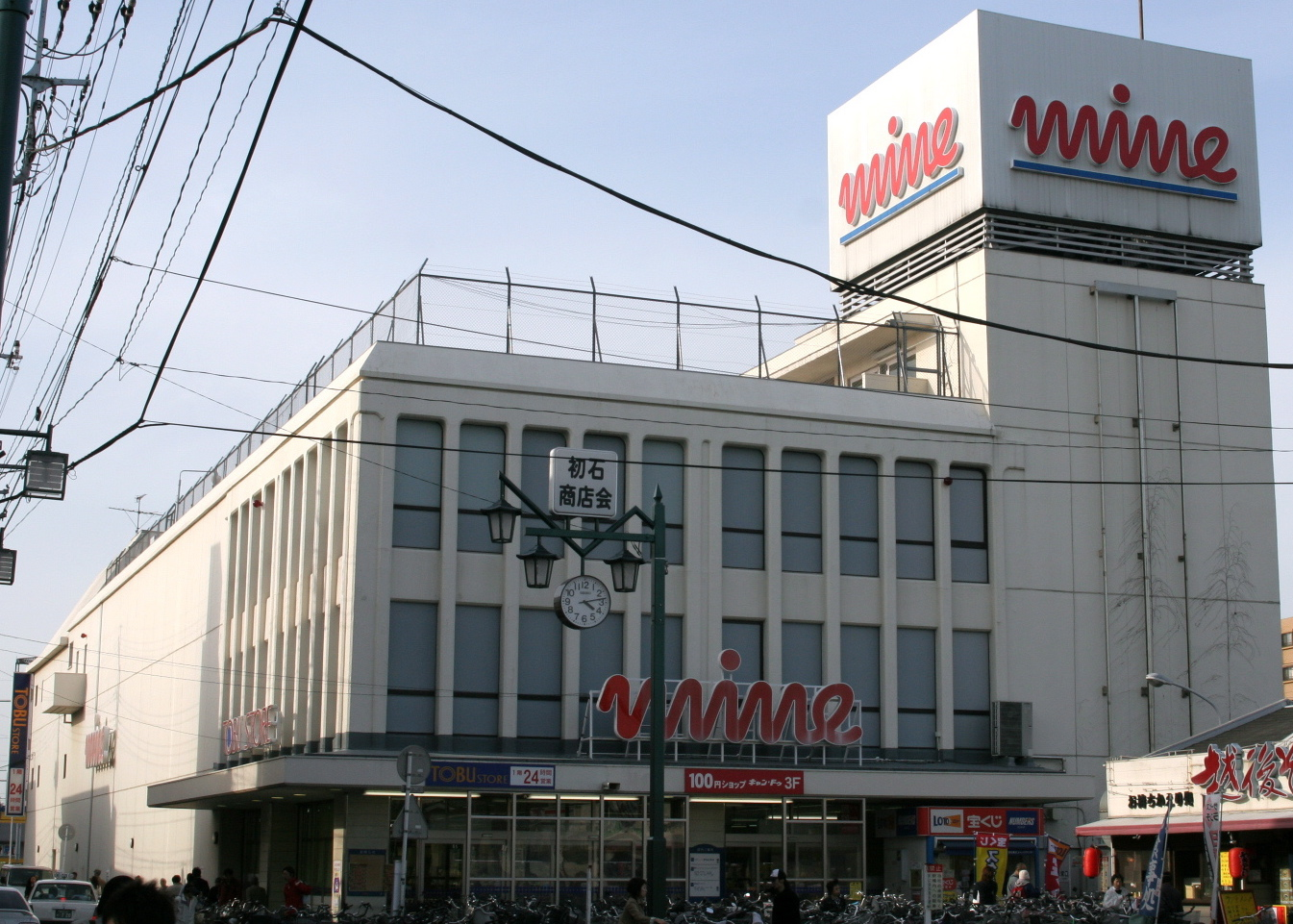
初石マイン（千葉県流山市）

株式会社東武ストア（とうぶストア、TOBU STORE CO.,LTD.）は、東武グループに所属するスーパーマーケットチェーン。本社は東京都板橋区に所在。

## 概要
1959年（昭和34年）6月1日に「東武興業」が「霞ヶ丘店」を開設し、スーパーマーケットの営業を開始したのが当社のスーパーマーケット事業の始まりである。
企業としては、東武百貨店が開業した際に百貨店としての利用が許可されなかった部分を活用することを目的に、1960年（昭和35年）12月10日に東武鉄道の完全子会社の「東武会館株式会社」として設立され、結婚式場や宴会場の運営を行ったのが始まりである。
1962年（昭和37年）9月1日に「東武会館株式会社」が「東武興業」からスーパーマーケット3店舗を譲受して事業を継承した。
1964年（昭和39年）9月に東武会館ビル内の結婚式場や宴会場などの営業を東武百貨店へ事業譲渡し、スーパーマーケットに専念することになった。
当初は団地内に売り場面積数百m2規模の店舗を出店していたが、1966年（昭和41年）12月1日に開業した「成増店」からは東武沿線などの駅前立地に売り場面積約1,500m2から約3,000m2の店舗を出す方向へ出店方針を変更し、東武鉄道の駅構内の貨物ヤード跡地や駅前再開発地区への出店を進めた。
1968年（昭和43年）5月に「株式会社東武ストア」へ商号変更した。
1979年（昭和54年）9月26日に東京証券取引所第2部へ上場。1988年（昭和63年）8月には東京証券取引所第1部へ市場を変更した。
1984年（昭和59年）3月に「株式会社東武フーズ」を設立した。
1987年（昭和62年）8月に「株式会社八社会」の設立に参画すると共に「株式会社東武警備サービス」を設立した。
1988年（昭和63年）7月に「株式会社東武マルシェ」を設立した。
1992年（平成4年）9月からPOSシステム「TOBUSモニタリングシステム」を全店舗に導入した。
1992年（平成4年）2月期から1999年（平成11年）2月期まで4期連続の経常赤字に陥った。
そのため、1999年（平成11年）4月1日に本社事務所を東京都板橋区上板橋3-1-1に移転するなど経費削減を進め、2000年（平成12年）2月期に黒字転換した。
しかし、2001年（平成13年）2月期に営業利益では黒字を確保したものの再び最終赤字に転落、翌2002年（平成14年）2月期も赤字と恒常的な赤字状態に陥った。
そこで、バブル期に拡大した衣料など非食品売場を縮小・整理して食品主体への回帰を図ることになり、惣菜を強化するなど食品売り場を拡張する形の改装を進めた。
2002年（平成14年）11月に常盤台店で初めて24時間営業を開始するなど駅前立地を生かした営業時間の延長を進め、2004年（平成16年）8月末までに20店舗まで24時間営業店を増やした。
2004年（平成16年）4月に「株式会社東武マルシェ」を吸収合併し、同年10月に24時間営業で高級商品の品ぞろえを強化した駅前立地の新業態「フエンテ」1号店として常盤台店を改装して新装開店した。
2005年（平成17年）4月には草加市内の住宅街に24時間営業店の草加中根店と草加谷塚店を相次いで出店するなど住宅街立地でも競争力のある24時間営業店のオペレーションの構築を進めた。
2003年（平成15年）1月29日に「関東SM連合構想」を進めていた「丸紅」・「マルエツ」と資本・業務提携することで正式に合意し、第1段階として丸紅が発行株式の12.5%・マルエツが5%を所有する大株主となった。
それに伴い、同年3月1日に取締役就任予定で丸紅から3人の顧問が派遣され、同年5月22日に丸紅出身の玉置富貴雄・代表取締役副社長と野口公一・常務取締役達が就任することになった。
そして、仕入・在庫管理の改善による在庫削減や賃料・設備改修費の抑制・丸紅のネットワークを活用した仕入条件の改善、それに不採算店の閉鎖など構造改革によるコスト削減策を進めた。
その結果、2004年（平成16年）2月期に減収ながら増益となり、厚生年金基金代行返上益なども相まって黒字転換した。
翌2005年（平成17年）2月期には連続減収となったにもかかわらず16年振りの水準の営業利益を上げる水準まで収益力を回復した。
2005年（平成17年）6月29日に新株予約権を行使し、丸紅フーズインベストメントが25.2％を持つ筆頭株主に、マルエツが15.1％を持つ第3位の株主となった。
2012年（平成24年）2月20日に丸紅が丸紅リテールインベストメントから株式を取得して直接保有する筆頭株主となった。
2015年（平成27年）9月24日にTポイントを全店で導入した。
2017年（平成29年）3月1日に「株式会社東武フーズ」を吸収合併した。
2018年（平成30年）7月31日、当社の第2位株主であった東武鉄道が、当社株式を株式公開買付けにより取得することを発表。同年9月11日に株式公開買付けが成立し、同年9月19日付で東武鉄道が当社株式の94.18%を取得。これにより、当社は東武鉄道の連結子会社化され、同年10月22日に上場廃止された。その後、当社は10月25日付で東武鉄道の完全子会社となった。なお、丸紅との業務提携は維持される。

## 年表
- 1959年（昭和34年）6月1日 - 「東武興業」が「霞ヶ丘店」を開設し[3]、スーパーマーケットの営業を開始[4]。
- 1960年（昭和35年）12月10日[2] - 「東武鉄道」が完全子会社として「東武会館株式会社」を設立し[5]、結婚式場や宴会場の営業を開始[5]。
- 1962年（昭和37年）9月1日[6] - 「東武会館株式会社」が「東武興業」からスーパーマーケット3店舗を譲受して事業を継承[5]。
- 1963年（昭和38年）9月10日 - 当社従業員が「東武ストア労働組合」を結成[広報 13]。
- 1968年（昭和43年）5月 - 「株式会社東武ストア」へ商号変更[5]。
- 1979年（昭和54年）9月26日 - 東京証券取引所第2部へ上場[2]。
- 1984年（昭和59年）3月 - 「株式会社東武フーズ」を設立[広報 4]。
- 1987年（昭和62年）8月 - 「株式会社八社会」の設立に参画[広報 4]。「株式会社東武警備サービス」を設立[広報 4]。
- 1988年（昭和63年）
  - 7月 - 「株式会社東武マルシェ」を設立[広報 4]。
  - 8月 - 東京証券取引所第1部へ市場を変更[1]。
- 1992年（平成4年）9月 - POSシステム「TOBUSモニタリングシステム」を全店舗に導入[9]。
- 1999年（平成11年）4月1日 - 本社事務所を東京都板橋区上板橋3-1-1に移転する[11]。
- 2002年（平成14年）11月 - 常盤台店で24時間営業を開始[16]。
- 2003年（平成15年）
  - 1月29日 - 「丸紅」・「マルエツ」と資本・業務提携することで正式に合意[20]。
  - 3月1日 - 丸紅が取締役就任予定の顧問3人を派遣[22]。
  - 5月22日 - 丸紅出身の玉置富貴雄・代表取締役副社長と野口公一・常務取締役達が就任[23]。
- 2004年（平成16年）
  - 4月 - 「株式会社東武マルシェ」を吸収合併[広報 4]。
  - 10月 - 常盤台店を改装して新業態「フエンテ」1号店として新装開店[18]。
- 2005年（平成17年）6月29日 - 新株予約権を行使し、丸紅フーズインベストメントが25.2％を持つ筆頭株主に、マルエツが15.1％を持つ第3位の株主となる[広報 5]。
- 2012年（平成24年）
  - 2月20日 - 丸紅が丸紅リテールインベストメントから株式を取得して直接保有する筆頭株主となる[広報 6]。
  - 4月 - 電子マネーのPASMO・Suicaでの支払いサービスを一部店舗で開始[広報 14]。
- 2014年（平成26年）9月1日 - 千葉県千葉市に千葉物流センターを開設[広報 15]。
- 2015年（平成27年）9月24日 - Tポイントを全店で導入[27]。
- 2017年（平成29年）3月1日 - 「株式会社東武フーズ」を吸収合併[広報 7][28]。
- 2018年（平成30年）
  - 7月31日 - 千葉物流センターを閉鎖し、埼玉県新座市の新座物流センターに統合[広報 16]。
  - 10月22日 - 上場廃止[30]。
  - 10月25日 - 「東武鉄道」が完全子会社化[広報 11]。
- 2024年（令和6年）
  - 4月11日 - 指を専用装置にかざすだけで買い物の代金支払いからポイントの付与までできる国内初のセルフレジが越谷店に導入[31]。

## 業態
- 東武ストア

主力業態で、いわゆる食品スーパーに該当する。食料品を中心に衣類や雑貨も取り扱う店舗が多い。
- マイン

衣食住フルラインで扱うGMS業態。競争激化のため直営売場を縮小し外部テナントを入居させているケースが多い。バブル期前後に多数出店したが、GMSとしては比較的小規模の店舗が多い。「mine」表記の看板の他に「東武ストア」の看板を掲示している店舗もある。
- フエンテ

2004年（平成16年）10月に24時間営業で高級商品の品ぞろえを強化した駅前立地の売場面積約150坪のスーパー。
常盤台店を改装して新装開店した「フエンテ常盤台店」が1号店だった。
2023年5月現在は練馬店とふじみ野店のみの展開。過去に「フエンテ」の屋号で展開していた店舗のほとんどは「東武ストア」に屋号を変更して営業を継続している。
- フレッシュ&クイック[要出典]

惣菜をはじめ即食性・簡便性の高い食料品を強化した、駅前立地の小型店舗。
- 良菜元気

全ての惣菜を店内で手作りする総菜専門店で駅周辺の遊休スペースを活用して店舗展開した。

## 店舗
東京都・埼玉県・千葉県の東武鉄道沿線を中心に店舗を展開する。

### 過去に存在した店舗

#### 東京都

##### 板橋区
- 常盤台店（フエンテ常盤台店） （板橋区常盤台2-1-1[34]、1960年（昭和35年）12月1日開店[35] - 2019年3月31日閉店）

売場面積990m2
「東武興業」が開設した東京都内1号店。
ときわ台駅前に出店していた1階が食品売り場で、2階が衣料・雑貨売り場となっていた駐車場の無い店舗だった。
惣菜や鮮魚の売り場を強化するなどの改装を行い、1992年（平成4年）4月2日に新装開店した。
2002年（平成14年）11月に当社で初めて24時間営業を開始した。
- 成増店（板橋区成増二丁目13-2[36]、1966年（昭和41年）12月1日開店[8][7] - 2014年（平成26年）5月31日閉店[広報 15][広報 17]。）

売場面積990m2 → 1,029m2。
成増駅構内に出店していた。
- （初代）下赤塚店（板橋区赤塚28-5[37]、1971年（昭和46年）6月23日開店[7] - 2015年（平成27年）6月30日閉店[広報 18]）

売場面積2,160m2
下赤塚駅から徒歩5分のほどの場所に出店していた。
建替えの為へ移転となった。
- 上板橋店（板橋区上板橋三丁目1-1[36]、1971年（昭和46年）10月27日開店[7] - ?閉店）

売場面積2,160m2
上板橋駅前に建設された住友不動産のマンション・「上板橋ハウス」1階に出店していた。閉店後に本社が移転。
- 下板橋店（板橋区、1995年（平成7年）2月24日開店[39] - ?閉店）

下板橋駅構内西端に東武鉄道が建設した商業施設に出店していた。
- 良菜元気下板橋店（板橋区上板橋二丁目36-1、2010年（平成22年）5月10日閉店[広報 19]）

##### 豊島区
- 椎名町店（豊島区南長崎1-25-3[40]、1980年（昭和55年）9月12日開店[7] - ?開店）

売場面積1,497m2
椎名町駅前に出店していた。
- 良菜元気池袋店（豊島区西池袋一丁目4-10、2012年（平成24年）8月31日閉店[広報 20]）

##### 足立区
- 竹の塚店（足立区竹の塚六丁目6-1[40]、1968年（昭和43年）11月23日開店[8] - 2001年（平成13年）9月30日閉店[広報 21]）

店舗面積1,275m2。
竹ノ塚駅構内に出店していた。
- 西新井店（足立区西新井栄町二丁目1-1[40]、1973年（昭和48年）11月開店[40] - 2018年（平成30年）7月1日閉店[広報 16][広報 22]）

店舗面積2,164m2。
西新井駅駅ビル西館「トスカ1」に出店していた3層式の店舗で、1階食料品売り場、2階衣料品売り場、3階住関連商品売り場となっていた。
増床すると共に生鮮3品を直営に切り換えて、1997年（平成8年）3月26日に新装開店した。
老朽化に伴って閉店した。
- 五反野店（足立区足立三丁目34-11[40]、1977年（昭和52年）6月6日開店[広報 23]）

店舗面積1,256m2。
五反野駅高架下に出店していた。

##### その他の23区
- 練馬店（練馬区北町2-38-15[40]、1979年（昭和44年）9月27日開店[7] - ?開店）

売場面積1,141m2
東武練馬駅前に出店していた。
- 下高井戸店（杉並区下高井戸1-7-7地下1階[42]、2008年（平成20年）2月1日開店[42] - 2023年（令和5年）7月6日閉店）

売場面積912m2
2012年（平成24年）8月9日に業態転換してフエンテ下高井戸店として新装開店したが、再度東武ストアへ転換されている。
- 大森店（大田区大森西1-9-12[44]、1998年（平成10年）11月3日開店[45] - 2022年（令和4年）5月20日閉店[要出典]）

2フロアで、生鮮食品や総菜などに注力した食料品と日用雑貨に品揃えを絞り込み、直営ドラッグストアやインストアベーカリー「パピエ・コレ」なども併設していた。
- 東矢口店（大田区東矢口3-19-1、2019年8月2日開店[46] - 2023年7月31日閉店[広報 24]）

- 中葛西店（2021年10月26日閉店[47]）

##### 三多摩
- つつじヶ丘店（調布市[7]、1984年（昭和59年）9月11日開店[7] - ?開店）

売場面積491m2
つつじヶ丘駅前に出店していた。
- （初代）立川店（立川市柴崎3-1-3[48]、1977年（昭和52年）7月11日開店[7] - ?開店）

売場面積3,442m2
立川駅前に出店していた。
- （2代目）立川マイン

#### 埼玉県

##### ふじみ野市
- 霞ヶ丘店（ふじみ野市霞ヶ丘1-18[36]、1959年（昭和34年）6月1日開店[3][49] - 2005年（平成17年）11月30日閉店[広報 25][広報 26]）

店舗面積373m2。霞ヶ丘団地内の小型店。
「東武興業」が開設した1号店。
上福岡駅前に出店していた。
- 上の台店 → 上野台店（上福岡市上野台2-3-5[50]、1960年（昭和34年）7月15日開店[3] - ?開店）

店舗面積264m2。
「東武興業」が開設した2号店。
公団住宅の下駄履きマンションの1階部分に出店していた。

##### さいたま市
- 大宮マイン
- 大宮公園店（大宮区寿能町1-177-5[52]、1984年（昭和59年）4月21日開店[7] - 2022年（令和4年）8月31日閉店[広報 27]）

売場面積492m2
大宮公園駅前に出店していた。
- 北大宮店(大宮区土手町3-285[広報 28]、1995年開店-2023年7月17日閉店[広報 28][53])
- 七里店（見沼区、1985年（昭和60年）8月23日開店[7] - ?開店）

売場面積450m2
七里駅構内に出店していた。
- 岩槻店（岩槻区本町一丁目1-1[54]、1977年（昭和52年）9月16日開店[7] - 2003年（平成15年）2月28日閉店[広報 29]）

売場面積3,873m2
岩槻駅構内に出店していた。
- 武蔵浦和店（南区別所七丁目6-8ライブタワー1階[55]、2001年（平成13年）3月20日開店[56] - 2003年（平成15年）2月28日閉店[広報 29]）

店舗面積1,087m2。
武蔵浦和駅前の38階建て新築マンションライブタワー1階へ出店していた。
店舗跡には、2003年（平成15年）8月28日に居抜きでエコス武蔵浦和店が開店した。
- 田島店（桜区大字田島464[58]、1965年（昭和40年）6月20日開店[58] - 2005年（平成17年）9月30日閉店[要出典]）

店舗面積264m2
- 大宮堀の内店（さいたま市大宮区堀の内3-158-1[59]、2009年（平成21年）6月26日開店[59] - ?開店）

鉄骨造一部2階建。売場面積978m2

##### 北葛飾
- 武里店（春日部市大枝89 武里団地7-1-1[54]、1967年（昭和42年）7月9日開店[58][7] - 2005年（平成17年）9月30日閉店[広報 25][広報 26]）

店舗面積1,056m2。
武里団地内に出店していた。
- 杉戸高野台店（北葛飾郡杉戸町[7]、1987年（昭和62年）5月8日開店[7] - 1991年（平成3年）5月閉店[60]）

店舗面積469m2。
杉戸高野台駅前に出店していた。
- 幸手店（幸手市中一丁目2-1[54]、1974年（昭和49年）6月16日開店[7] - 2003年（平成15年）2月28日閉店[広報 29]）

売場面積3,635m2
幸手駅前に出店していた。
- 栗橋店（北葛飾郡栗橋町中央1-142[57]、1978年（昭和53年）1月20日開店[7] - 1978年（昭和53年）1月開店[57] - 2004（平成16年）2月29日閉店[広報 30]）

店舗面積1,458m2。
栗橋駅前に出店していた。
- 鷲宮店（北葛飾郡鷲宮町中央1-1-17[52]、1979年（昭和54年）12月19日開店[7] - ?開店）

売場面積1,448m2
鷲宮駅前に出店していた。

##### 草加市
- （初代）松原店（草加市松原1-1-12[50]、1963年（昭和38年）1月21日開店[7] - ?開店）

売場面積965m2
松原団地駅（現・獨協大学前駅）西口前に出店していた。
2000年（平成12年）4月28日に移転する形で（2代目）松原店が開店した。
- 松原東店（草加市栄町3-5-18[50]、1972年（昭和47年）4月22日開店[7] - ?開店）

売場面積582m2
松原団地駅東口前に出店していた。
- 草加手代町店（草加市手代町1012-2[62]、2006年（平成18年）3月17日開店[62] - 2008年（平成20年）12月31日閉店[要出典]）

売場面積1,281m2

##### 川越市
- （初代）新河岸店（川越市砂9104[37]、1977年（昭和52年）1月14日開店[7] - 2018年（平成30年）3月30日閉店[広報 16]）

売場面積1,342m2
新河岸駅構内に出店していたが、駅舎の建替えに伴って閉店した。
- 霞ヶ関店（川越市霞ケ関東1-1-12[52]、1979年（昭和54年）3月2日開店[7] - ?開店）

売場面積2,149m2
霞ヶ関駅構内に出店していた。

##### 富士見市
- 鶴瀬店（富士見市鶴瀬西2-5-14[63]、1973年（昭和48年）12月1日開店[7] - 2003年（平成15年）9月30日開店[広報 30]）

敷地面積1,214m2、延べ床面積5,933.43m2、店舗面積3,644m2
- 鶴瀬東店（富士見市鶴瀬東17-35[36]、1975年（昭和50年）11月28日開店[7] - ?開店）

敷地面積2,269m2、延べ床面積2,994.50m2、店舗面積1,803m2

##### 川口市
- 川口元郷店（川口市元郷二丁目15-3[57]、1998年（平成10年）8月1日開店[64] - 2003年（平成15年）2月28日閉店[広報 29]）

店舗面積2,997m2。
- 西川口駅前店（川口市並木2-1-1[37]、1989年（平成元年）10月[37] - 2006年（平成18年）2月期閉店[広報 4]）

店舗面積1,172m2。
閉店して一括転貸した。

##### その他
- 西大和店（和光市西大和団地内1-7-1[36]、1965年（昭和40年）4月10日開店[58][7] - 2005年（平成17年）11月30日閉店[要出典]）

店舗面積382m2。
- 志木店（新座市大字野火止字志木2236-4[50]、1975年（昭和50年）4月開店[65] - 1980年（昭和55年）7月1日閉店[65]）

志木駅南口の東武ボウル跡へ出店した。
- 志木ニュータウン店（志木市館2-5-2[52]、1983年（昭和58年）開店[67] - ?開店）

店舗面積5,856m2
柳瀬川駅前に出店していた。
- 朝霞台店（朝霞市東弁財1-4-23[37]、1986年（昭和61年）7月12日開店[7] - ?閉店）

店舗面積425m2。
北朝霞駅前に出店していた。
- 北坂戸店（坂戸市末広町2[54]、1974年（昭和49年）6月28日開店[68] - 2016年（平成28年）11月30日閉店[広報 31][広報 32]）

店舗面積3,630m2。
北坂戸駅前に出店していた。
- 小川店（比企郡小川町大塚1152-1[37]、1978年（昭和53年）6月24日開店[7] - 2003年（平成15年）5月25日閉店[広報 30]）

店舗面積2,948m2。
小川町駅前に出店していた。
- 白岡店（白岡市小久喜1118-1[52]、1975年（昭和50年）7月26日開店[7] - 2014年（平成26年）9月30日閉店[広報 15][広報 33]）[69]）

売場面積1,454m2
白岡駅前に出店していた。
- 羽生店（羽生市、?開店 - 1992年（平成4年）2月閉店[60]）

- 鳩ヶ谷店（鳩ヶ谷市市南鳩ヶ谷1-6-1[44][広報 34]、1997年（平成9年）11月19日開店[70] - 2015年（平成27年）7月20日閉店[広報 18][広報 34]）

店舗面積1,029m2
ベーカリーのあるイートインコーナーなどを設けたワンフロア型のスーパースーパーマーケット（SSM）として開業した。

#### 千葉県
- しづマイン（佐倉市上志津1663[71]、1990年（平成2年）4月28日開店[71] - 2005年（平成17年）6月30日閉店[広報 25][広報 26]）

店舗面積9,980m2。
- 湖北マイン（我孫子市[7]、1987年（昭和62年）3月3日開店[7] - 2002年（平成14年）6月30日閉店[広報 29]）

店舗面積4,791m2。
湖北駅北口に出店した。
跡地は長年空き店舗となっており廃墟と化していたが、2011年（平成23年）にマスダ湖北店が開店。

#### 群馬県
- 太田店（太田市飯田町1380[73]、1973年（昭和48年）8月開店[74] - 1978年（昭和53年）3月閉店[75]）

売場面積3,510m2（直営売場面積2,043m2）。
太田駅南口に出店していた。

## 関連企業

### 過去に存在した関連企業
- 「株式会社東武フーズ（1984年（昭和59年）3月設立[広報 4]）

ファーストフード店・インストアベーカリーを運営していた。